# Espíritu Sagrado
Espíritu Sagrado es una película española de ciencia ficción, debut cinematográfico de Chema García Ibarra. Se trata de una coproducción entre Jaibo Films (España), Apellaniz & De Sosa (Francia) y La Fabrica Nocturna Cinèma y Teferruat Film (Turquía).
Fue presentada en 2021, en la 18.ª edición del Festival de Cine de Sevilla, donde optó al Premio AC/E a la Mejor Dirección de Película Española.

## Sinopsis
José Manuel y el resto de miembros de la asociación ufológica Ovni-Levante se reúnen semanalmente para intercambiar información sobre mensajes extraterrestres y abducciones. Julio, su líder, muere inesperadamente, dejando a José Manuel como el único conocedor del secreto cósmico que puede alterar el porvenir humano. Mientras tanto en España se busca a una niña que desapareció hace semanas.

## Recepción
La película se proyectó en diversos festivales nacionales como el Festival de Sevilla o el Festival Internacional de Cine de Cartagena de Indias, y también en festivales internacionales como la Muestra Internacional de Cine de São Paulo o el Festival Internacional de Cine de Seattle, entre otros.
Ganó la 4.ª edición de los Premios Berlanga tras obtener el premio a Mejor largometraje de ficción y Mejor guion y obtuvo el premio Arrebato de Ficción en la 9.ª edición de los Premios Feroz.

## Palmarés
| Premio                                                 | Categoría                                                                          | Receptor(es/as)     | Resultado |
| ------------------------------------------------------ | ---------------------------------------------------------------------------------- | ------------------- | --------- |
| Festival de Cine de España de Toulouse (2021)          | Compétition - Fiction - Prix Nouveaux Cinéastes                                    | Chema García Ibarra | Ganador   |
| Festival Internacional de Cine de Locarno (2021)       | Concorso Internazionale - Mención especial                                         | Espíritu Sagrado    | Ganadora  |
| Festival Internacional de Cine de Mar del Plata (2021) | Competencia - Mención especial                                                     | Espíritu Sagrado    | Ganadora  |
| Festival Rizoma (2021)                                 | Cine Nacional - Premio especial del jurado Surrealismo Contemporáneo Internacional | Espíritu Sagrado    | Ganadora  |
| Miskolc International Film Festival (2021)             | Premio FIPRESCI                                                                    | Espíritu Sagrado    | Ganadora  |
| Festival Internacional de Cine de Seattle (2022)       | Premio Especial del Jurado                                                         | Espíritu Sagrado    | Ganadora  |
| Fotogramas de Plata (2021)                             | Mejor Película Española                                                            | Espíritu Sagrado    | Ganadora  |
| Festival de Cine Independiente Márgenes (2022)         | Mención Especial del Jurado                                                        | Espíritu Sagrado    | Ganadora  |
| Festival de Cine Independiente Márgenes (2022)         | Premio del Público                                                                 | Espíritu Sagrado    | Ganadora  |
| Premios Berlanga (2021)                                | Mejor guion                                                                        | Chema García Ibarra | Ganador   |
| Premios Berlanga (2021)                                | Mejor dirección                                                                    | Chema García Ibarra | Nominado  |
| Premios Berlanga (2021)                                | Mejor actor protagonista                                                           | Nacho Fernández     | Nominado  |
| Premios Berlanga (2021)                                | Mejor dirección artística                                                          | Leonor Díaz         | Nominada  |
| Premios Berlanga (2021)                                | Mejor dirección de producción                                                      | Miguel Molina       | Nominado  |
| Premios Berlanga (2021)                                | Mejor largometraje de ficción                                                      | Espíritu Sagrado    | Ganadora  |
| Premios Feroz (2022)                                   | Premio Arrebato de Ficción                                                         | Espíritu Sagrado    | Ganadora  |
| Premios Feroz (2022)                                   | Mejor película dramática                                                           | Espíritu Sagrado    | Nominada  |
| Festival de Cine Europeo de Sevilla                    | Premio AC/E a la Mejor Dirección de Película Española                              | Chema García Ibarra | Nominada  |